# Néstor Duarte
Pour les articles homonymes, voir Duarte.
Néstor Alonso Duarte Carassa, né le 8 septembre 1990 à Callao (Pérou), est un footballeur péruvien jouant au poste de défenseur.

## Carrière

### En club
Formé à l'Academia Cantolao, Néstor Duarte fait ses débuts en 1re division du Pérou au sein de l'Universitario de Deportes en 2007. Il y a l'occasion de remporter deux championnats en 2009 et 2013. Lors de ce dernier championnat, il se fait remarquer en marquant le dernier tir au but victorieux lors de la finale entre l'Universitario et le Real Garcilaso (1-1ap, 5-4tab).
Avec plus de 200 matchs joués pour l'Universitario, Duarte poursuit sa carrière dans différents clubs péruviens (Real Garcilaso, Ayacucho FC, UTC, Sport Huancayo) avant de revenir à l'Academia Cantolao, son club formateur, en 2018.

### En équipe nationale
International péruvien entre 2012 et 2013, il joue à six reprises pour son équipe nationale, dont deux matchs dans le cadre des éliminatoires de la Coupe du monde 2014. C'est surtout en équipes de jeunes qu'il se distingue, puisqu'il participe à la Coupe du monde des moins de 17 ans en 2007 en tant que capitaine de l'équipe du Pérou.

## Palmarès
Universitario de Deportes
- Championnat du Pérou (2) :
  - Champion : 2009 et 2013.
- Copa Libertadores des moins de 20 ans (1) :
  - Vainqueur : 2011.